# Trichome (botanique)

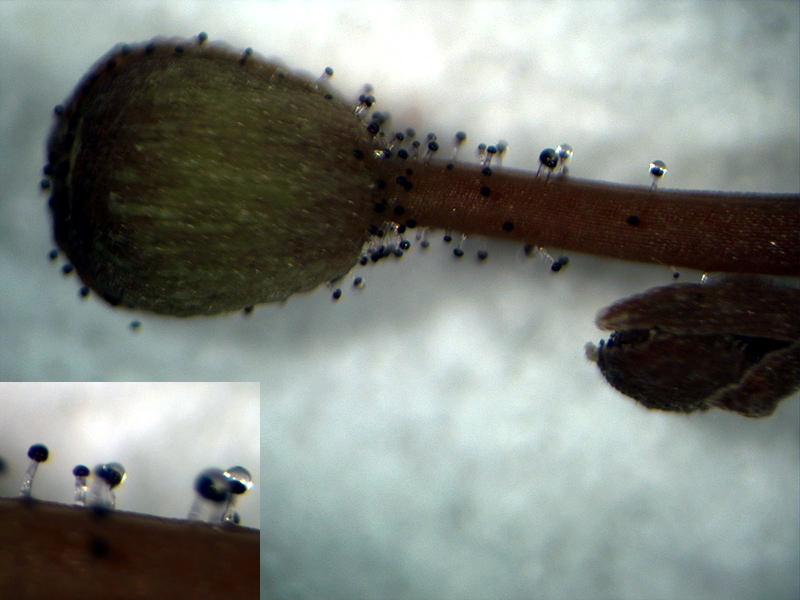
Bourgeon et tige d’un Stylidium sp, montrant des trichomes qui peuvent attraper et tuer des insectes.

Les trichomes (du grec τρίχωμα - trikhoma qui signifie « croissance de poil ») sont de fines excroissances ou appendices chez les plantes (sur les racines, tiges et/ou feuilles) et chez certains eucaryotes unicellulaires. On peut citer comme exemple les poils, les poils glandulaires et notamment urticants ou encore des poils qui ont évolué en écailles protectrices. Leurs fonctions semblent souvent être principalement défensives mais ils peuvent aussi protéger certaines plantes d'un froid ou d'une chaleur excessive.
Produire des trichomes a un coût énergétique pour la plante. De plus, ces trichomes nuisent parfois aux insectes qui lui sont bénéfiques. Une production accrue de trichomes peut être déclenchée par certains stress (attaques d'insectes ou d'herbivores) . Par exemple les trichomes de Mentzelia pumila piègent et tuent très efficacement de nombreux insectes phytophages dont les pucerons, mais aussi les larves de la coccinelle Hippodamia convergens qui se nourrisent de ces pucerons. Cette plante est souvent couverte d'insectes morts (dont certains de ses propres pollinisateurs), tués par ses trichomes. Un aphidien (Macrosiphum mentzeliae (sv)) a néanmoins développé des parades et arrive à produire de petites colonies sur cette plante.

## Fonctions
Les fonctions et structures des trichomes diffèrent, mais ils ont souvent un rôle adaptatif et de première ligne de défense pour la plante contre des mollusques et des insectes phytophages ou des herbivores de plus grande taille (y compris mammifères). Thomas Eisner et ses collègues entomologistes de l'université Cornell suggèrent que — au moins en contexte oligotrophe — les insectes tués et fixés par des trichomes en crochets puissent devenir une source d'azote et de phosphore supplémentaire, et non négligeable pour certaines plantes. Certaines plantes utilisent aussi les trichomes dans leur stratégie de détoxication. Ainsi, le plant de tabac y accumule des radionucléides (principalement issus de la dégradation du radon dégazant naturellement du sol) et le cadmium toxique (sous forme cristallisée).
Les trichomes agissent principalement de deux manières : 
- action passive et physique : en particulier les trichomes crochus qui peuvent empaler certaines larves et adultes prédateurs des plantes[1] ;
- action biochimique : diffusion ou injection de terpènes, de composés phénoliques, d'alcaloïdes ou d'autres substances répulsives (olfactivement et/ou gustativement).

## Terminologie botanique

### Sémantique
Pour décrire l’apparence de la surface d’organes de plantes, tels les bourgeons ou les feuilles, plusieurs termes sont employés en référence à la présence, à la forme et à l’apparence de trichomes. Le terme employé le plus basique est glabre (absence de poils) et pubescent (poilu). Il existe de nombreux termes offrant plus de détails :
- glabre : absence de pilosité ou de trichomes ; surface lisse
- hirsute : grossièrement poilu
- hispide : ayant des poils hérissés
- duveteux : ayant une couverture de long poils d’aspect laineux
- pubescent : portant des poils ou des trichomes de toute sorte
- velu : pubescent avec des poils longs, droits, doux, étalés ou dressés
- pubérulent : finement pubescent, ayant des poils en général fins, courts et bouclés
- strigueux : ayant des poils raides, pointant tous dans la même direction comme le long d’une marge ou d’une nervure
- strigillosé : finement strigueux
- tomenteux : couvert de poils denses, mats et laineux
- tomentellé : finement tomenteux
- villeux : ayant de longs poils doux, souvent courbés, mais non feutrés
- villoselé : finement villeux

### Trichomes algaux
Certaines algues, en particulier les filamenteuses, ont la cellule terminale en forme de structure allongée (comme un poil), appelée trichome.
Le même terme s’emploie aussi (pour des structures équivalentes) chez certaines cyanobactéries.

### Trichomes de plantes terrestres

#### Poils aériens de surface

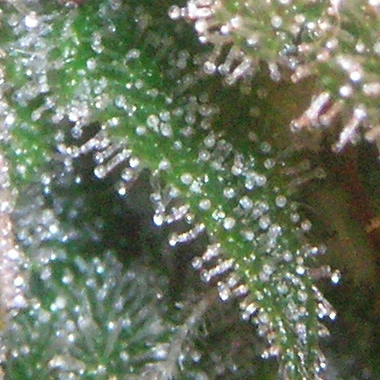
Trichomes sur du cannabis, riches en cannabinoïdes.

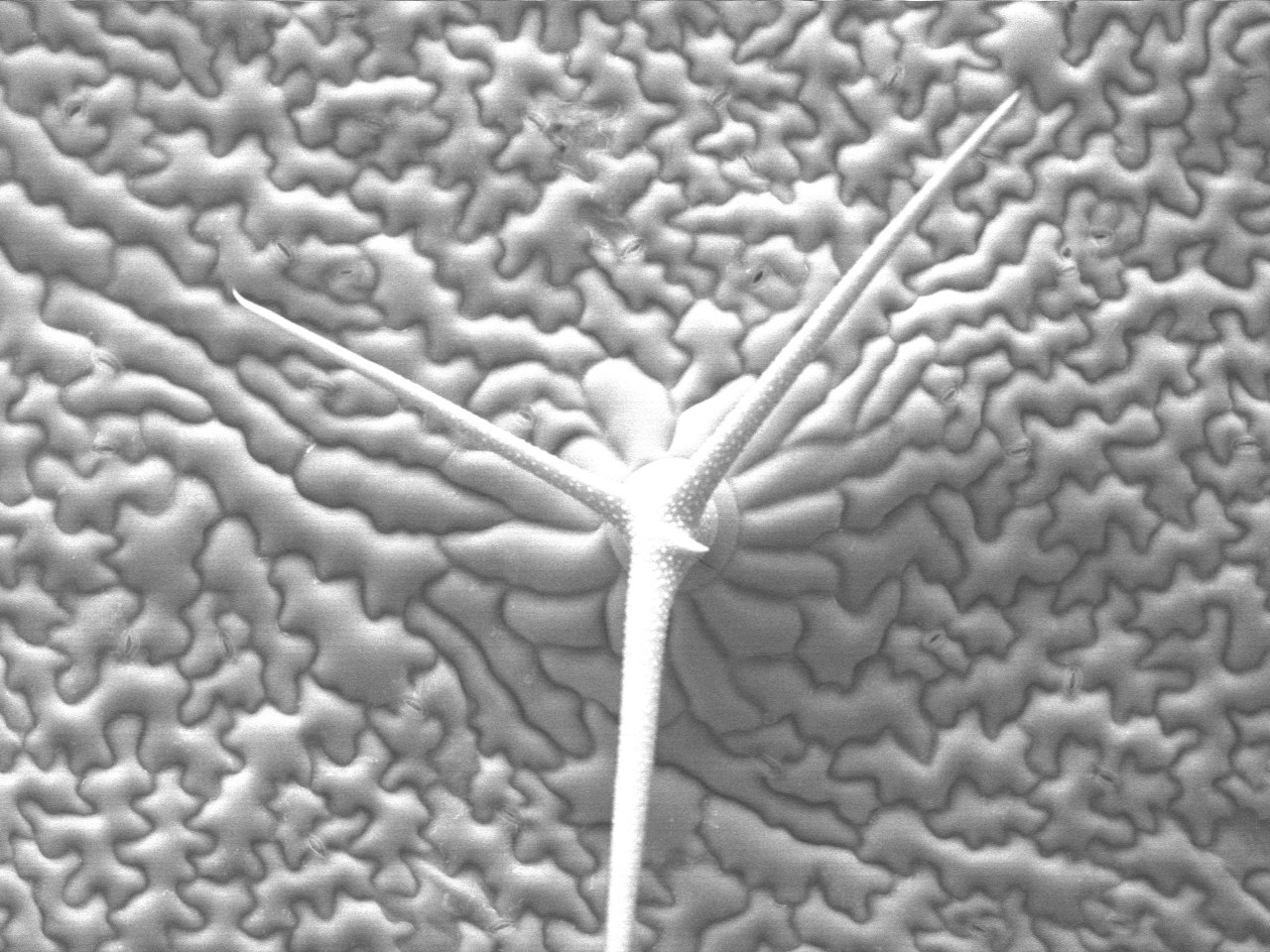
Épiderme d’Arabidopsis thaliana avec des trichomes.

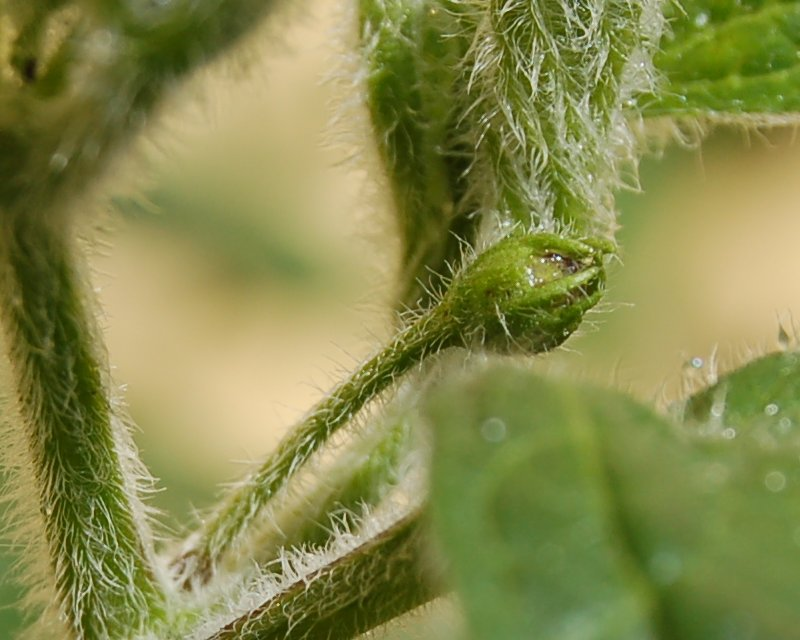
Bouton de fleur de Capsicum pubescens, avec des trichomes.

Les trichomes chez les plantes sont des excroissances épidermiques de types variés. Ces excroissances se distinguent d'autres organes comme les colléters ayant pour origine une couche cellulaire plus profonde. Il y a aussi des cellules épidermiques qui font saillie à la surface.[pas clair]
Le type classique de trichome est le poil. Chez les plantes, les poils peuvent être unicellulaires ou multicellulaires, ramifiés ou non. Les poils multicellulaires peuvent avoir une ou plusieurs couches de cellules. Les poils ramifiés peuvent être dendritiques (arborescents), étoilés ou en touffes.
Un type habituel de trichome est l’écaille ou poil pelté : un groupe en forme de bouclier ou de plaque attaché directement à la surface ou né sur une tige quelconque.
Chacun des nombreux types de poil peut être glandulaire.
Il y a de très grandes variations inter- et intraspécifiques quant à la forme, la fonction, la répartition et la densité des trichomes. Cependant il est possible de lister plusieurs fonctions ou avantages à posséder des poils en surface. Il est probable que dans plusieurs cas, les poils interfèrent dans la nutrition d’au moins quelques petits herbivores et, en fonction de la rigidité et l’irritabilité au palais, quelques grands herbivores aussi.
Les poils chez les plantes en croissance dans des zones sujettes au gel permettent de garder le gel hors des cellules vivantes. Quant aux zones sujettes au vent et à la sécheresse, une abondance de poils fins permet de réduire le flux d’air à la surface des plantes, réduisant ainsi l’évaporation. Un revêtement dense de poils réfléchit les rayons du soleil et protège les tissus les plus sensibles dans des habitats ouverts, chauds et secs. Dans les endroits où la majorité de l’humidité disponible provient des précipitations, les poils semblent améliorer ce processus en emprisonnant l'eau.

#### Poils absorbants
Les poils absorbants, les rhizoïdes de plusieurs plantes vasculaires, sont des excroissances tubulaires de trichoblastes, les cellules initiatrices des poils dans l’épiderme des racines des plantes. Les poils absorbants sont l’extension latérale d’une seule cellule chacun et ont très rarement des embranchements. Juste avant le développement des poils absorbants, il y a un point d’activité phosphorylase élevé.
Les poils racinaires varient entre 5 et 17 micromètres en diamètre et 80 à 1500 micromètres en longueur (Dittmar, cited in Esau, 1965).
Les poils racinaires ont une durée de vie comprise entre 2 et 3 semaines : passé ce délai, ils meurent. En même temps, de nouveaux poils racinaires sont continuellement en formation à l’apex racinaire. De cette manière, la couverture des poils racinaires est constante.
Il est donc compréhensible que le rempotage doive se faire avec soin, parce que les poils absorbants sont arrachés pour la majeure partie. Ce qui explique que le repiquage puisse causer des flétrissements.

## Importance pour la paléontologie
Bien que les trichomes soient rarement préservés chez les fossiles, des bases de trichome sont régulièrement trouvées et dans certains cas l’accès à leur structure cellulaire est un important diagnostic du point de vue de la systématique.

## Biotechnologies
Ces cellules contiennent souvent des concentrations importantes de certaines molécules de défense, ce qui intéresse l'industrie agropharmaceutique ou la chimie verte.
Certaines huiles essentielles (chez les menthes par exemple) sont produites au niveau des glandes de certains trichomes, ce qui intéresse depuis longtemps le génie génétique.